# Jasper (Texas)
Jasper ist eine Stadt und Sitz der Countyverwaltung (County Seat) des Jasper County im US-Bundesstaat Texas in den Vereinigten Staaten. Das U.S. Census Bureau hat bei der Volkszählung 2020 eine Einwohnerzahl von 6.884 ermittelt.

## Geographie
Die Stadt liegt fast im äußersten Osten von Texas an den U.S. Highways 96 und 190, ist etwa 25 Kilometer von Louisiana entfernt und hat eine Gesamtfläche von 26,9 km².

## Geschichte
Benannt wurde der Ort nach William Jasper, einem Helden des amerikanischen Revolutionskrieges.

## Demografische Daten
Nach der Volkszählung im Jahr 2000 lebten hier 8.247 Menschen in 2.888 Haushalten und 1.992 Familien. Die Bevölkerungsdichte betrug 307,9 Einwohner pro km². Ethnisch betrachtet setzte sich die Bevölkerung zusammen aus 48,26 % weißer Bevölkerung, 43,91 % Afroamerikanern, 0,44 % amerikanischen Ureinwohnern, 0,70 % Asiaten, 0,02 % Bewohnern aus dem pazifischen Inselraum und 5,18 % aus anderen ethnischen Gruppen. Etwa 1,49 % waren gemischter Abstammung und 8,56 % der Bevölkerung waren spanischer oder lateinamerikanischer Abstammung.
Von den 2.888 Haushalten hatten 34,4 % Kinder unter 18 Jahre, die im Haushalt lebten. 44,7 % davon waren verheiratete, zusammenlebende Paare. 20,3 % waren allein erziehende Mütter und 31,0 % waren keine Familien. 27,6 % aller Haushalte waren Singlehaushalte und in 12,6 % lebten Menschen, die 65 Jahre oder älter waren. Die Durchschnittshaushaltsgröße betrug 2,58 und die durchschnittliche Größe einer Familie belief sich auf 3,14 Personen.
26,7 % der Bevölkerung waren unter 18 Jahre alt, 9,7 % von 18 bis 24, 28,1 % von 25 bis 44, 20,6 % von 45 bis 64, und 14,9 % die 65 Jahre oder älter waren. Das Durchschnittsalter war 35 Jahre. Auf 100 weibliche Personen aller Altersgruppen kamen 98,9 männliche Personen. Auf 100 Frauen im Alter von 18 Jahren und darüber kamen 96,5 Männer.

Das jährliche Durchschnittseinkommen eines Haushalts betrug 24.671 USD, das Durchschnittseinkommen einer Familie 32.242 USD. Männer hatten ein Durchschnittseinkommen von 28.432 USD gegenüber den Frauen mit 17.266 USD. Das Prokopfeinkommen betrug 12.997 USD. 28,4 % der Bevölkerung und 23,3 % der Familien lebten unterhalb der Armutsgrenze. Davon waren 34,3 % Kinder und Jugendliche unter 18 Jahren und 23,3 % waren 65 oder älter.

## Söhne und Töchter der Stadt
- Joseph W. Ashy (* 1940), General der US Air Force
- Bryan Bronson (* 1972), Leichtathlet